# Абенсераги

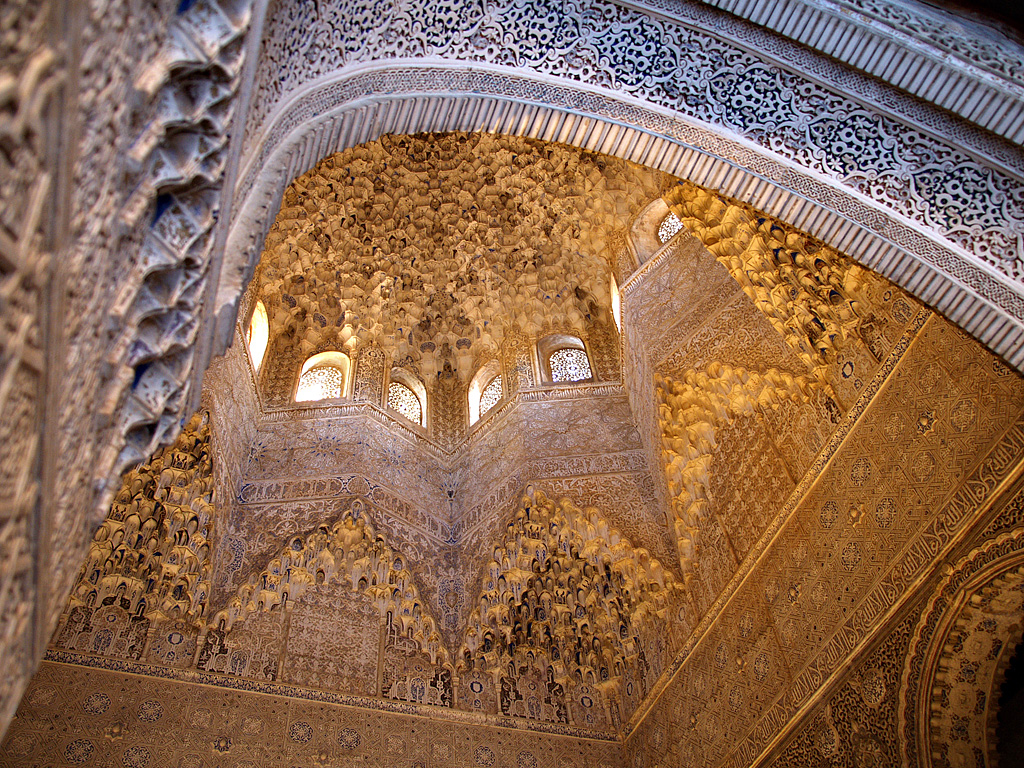
Интерьер зала Абенсерагов в Альгамбре, где, по легенде, были умерщвлены последние Абенсараги

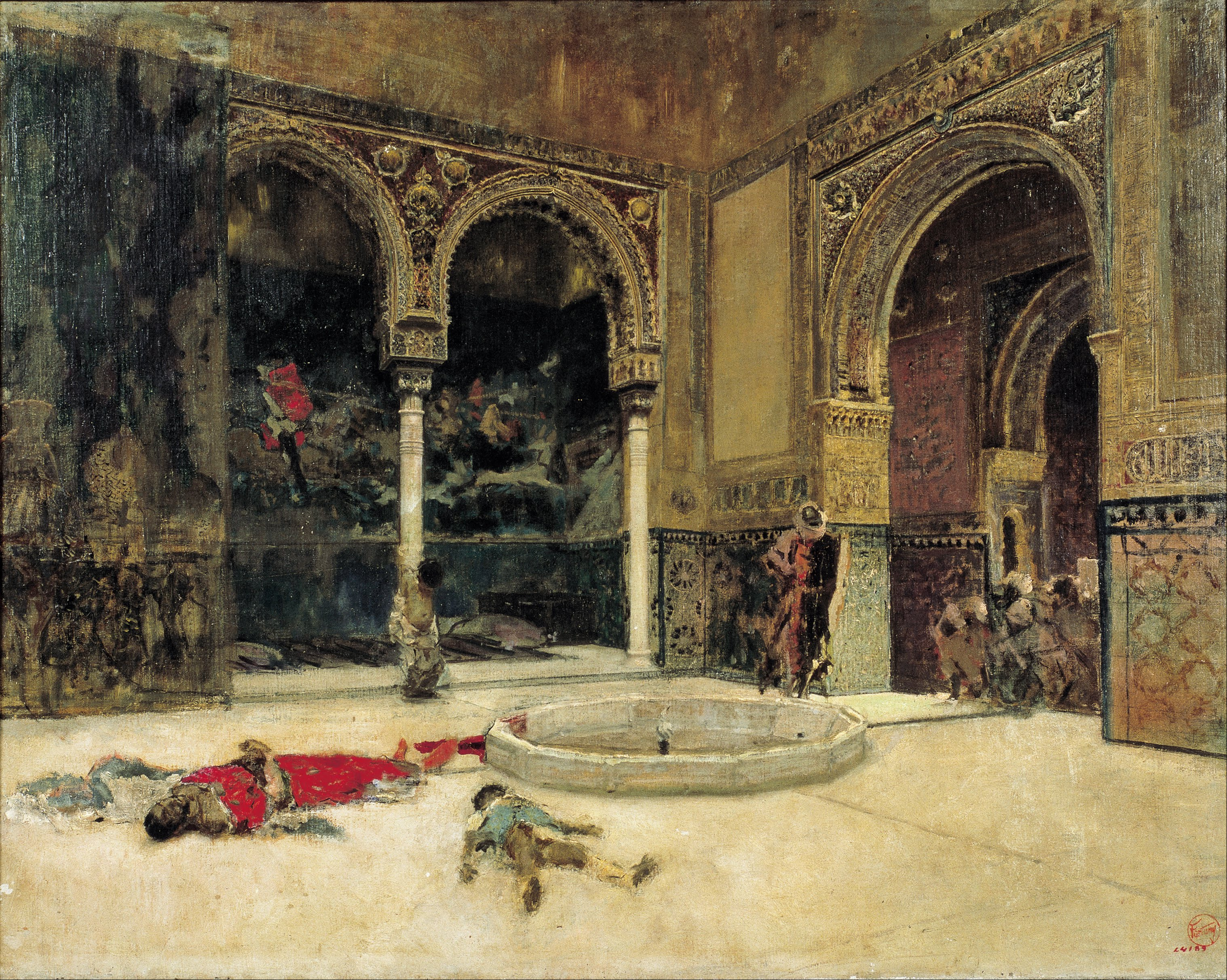
Расправа над Абенсарагами глазами художника Фортуни (1870-е гг.)

Абенсера́ги (Abencerrajes) — один из знатнейших родов Гранадского эмирата, находившийся в очень близких отношениях к династии Насридов. Многие его представители играли важную роль во внутренних войнах и конфликтах с Кастилией и поэтому упоминаются в испанских романсах. В ЭСБЕ сообщается, что «праотцом этого рода считается храбрый Абенцав; название же своё весь род получил от сочетания этого имени с именем другого знаменитого представителя рода — Юсуфа бен-Церрага, друга Мохаммеда VII; защищая права последнего, храбрый Юсуф погиб в 1436 году в битве с одним из многочисленных претендентов на мавританский престол».
Богатым материалом для романтической поэзии послужила именно эта битва и последующий трагический конец этого рода в Альгамбре, в последние годы их владычества в Гренаде, которые благодаря «Повести о Сегри и Абенсарагах» приобрели известность ещё в XVI веке. Автор этого романа утверждает, что его рассказ основан на арабских повествованиях; но это справедливо лишь отчасти. Из этой поэмы Шатобриан заимствовал сюжет для своей повести «Приключения последнего Абенсерага», которая была положена в основу опер Керубини и Сетаччоли. Александр Дюма-отец написал пьесу «Абенсераги».